# Espermàtida

Epiteli germinal d'un testicle. 1 làmina basal, 2 espermatogonis, 3 espermatòcit de 1r ordre, 4 espermatòcit de 2n ordre, 5 espermàtida, 6 espermàtida madura, 7 cèl·lula de Sertoli, 8 unió estreta

Una espermàtida o espermàtide és un cèl·lula haploide de la línia germinal masculina que resulta de la meiosi d'un espermatòcit de segon ordre i que, després de diverses transformacions dels seus compartiments cel·lulars, dona lloc a un espermatozoide. Com a resultat de la meiosi, cada espermàtida conté només la meitat del material genètic present en l'espermatòcit primari.

## Imatge addicional

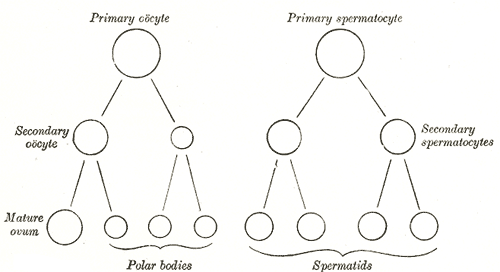
Esquema que mostra analogies en el procés de maduració de l'òvul i el desenvolupament dels espermàtides (jove espermatozoide)